# Saprosites fortipes
Saprosites fortipes är en skalbaggsart som beskrevs av Thomas Broun 1886. Saprosites fortipes ingår i släktet Saprosites och familjen Aphodiidae. Inga underarter finns listade i Catalogue of Life.